# 이명희 (아나운서)

## 라디오
- 이명희의 웰빙 다이어리 (CBS 표준FM) (2005년 9월 5일 ~ 2006년 12월 30일)
- 이명희, 박재홍의 8585 퀴즈쇼 (CBS 표준FM) (2008년 5월 12일 ~ 2009년 10월 17일)
- 좋은 아침 이명희입니다 (CBS 표준FM) (2009년 10월 19일 ~ 2010년 5월 8일)
- 주말 시사자키 이명희입니다 (CBS 표준FM) (2010년 5월 15일 ~ 2011년 11월 5일)
- Amazing Grace 이명희입니다 (CBS 음악FM) (2010년 5월 10일 ~ 2011년 11월 6일)
- 이명희, 박재홍의 싱싱싱 (CBS 표준FM) (2011년 11월 7일 ~ 2014년 11월 8일)
- 이명희, 송정훈의 싱싱싱 (CBS 표준FM) (2014년 11월 10일 ~ 2015년 9월 12일)
- 이명희의 랄랄라 (CBS 표준FM) (2015년 9월 14일 ~ 2020년 10월 25일)
- 굿모닝뉴스 이명희입니다 (CBS 표준FM) (2020년 10월 26일 ~ 2022년 7월 9일)
- 이명희 내가 매일 기쁘게 (CBS 음악FM) (2017년 10월 30일 ~ 2019년 3월 3일, 2020년 5월 11일 ~ 2020년 10월 25일 , 2022년 3월 21일 ~ 2022년 7월 10일, 2023년 11월 1일 ~ 현재)
- CBS 뉴스 (1998년 12월 15일 ~ 현재)
- 그대 창가에 이명희입니다 (주일) (CBS 표준FM) (2023년 9월 10일 ~ 현재)

## 수상
- 한국아나운서대회 아나운서 클럽상